# Instituto Viver Basquetebol
El Instituto Viver Basquetebol (Instituto Viver Baloncesto), o simplemente Lobos Brasilia, o Brasilia, fue un club de baloncesto brasileño, situado en Brasilia, Distrito Federal.
Disputó competiciones nacionales e internacionales bajo el nombre UniCEUB/BRB/Brasilia. Fue fundado en 2000 y rebautizado el 13 de junio de 2009, estando conectado originalmente a la Universidad Salgado de Oliveira (Universo) para luego quedar vinculado al Centro Universitario de Brasilia (UniCEUB). Sus estadios fueron el Nilson Nelson y la ASCEB.
El equipo se identificó mucho con la Capital de la República y fue rápidamente adoptado como una pasión local. Los resultados dentro de la cancha también favorecieron su consolidación, en especial en el tricampeonato de Novo Basquete Brasil conquistado en la temporada 2011-12, que llevó el equipo a alcanzar la marca de cuatro títulos nacionales en seis finales consecutivas. Además de eso, el UniCEUB/BRB/Brasilia fue el primer club brasileño campeón de la Liga de las Américas, y el torneo de la Federación Internacional de Baloncesto (FIBA) más importante para equipos del continente.
El UniCEUB/BRB/Brasilia es uno de los equipos con más temporadas consecutivas en la élite del baloncesto brasileño, habiendo disputado todas ediciones del principal campeonato nacional de la modalidad desde 2004, siendo las cinco últimas realizaciones del Campeonato Brasileño de Baloncesto Masculino y todas las ediciones del Novo Basquete Brasil (NBB). Únicamente el equipo del Minas Tenis, con presencia en los últimos campeonatos nacionales desde 2002, supera el club brasiliense en regularidad.
En 2017 y ante la falta de recursos económicos para participar en la máxima división, los Lobos Brasilia no participó en ella y decidió inscribirse en la segunda división para la temporada 2018, aunque tampoco logró conseguir el dinero suficiente y dejó la práctica de baloncesto a nivel profesional .

## Historia

### 2000-06: Creación y consolidación
La historia del Instituto Viver Basquetebol comenzó en 2000, cuando la Universidad Salgado de Oliveira montó en Brasilia su equipo de baloncesto. Desde su primer año el equipo pasó a dominar el escenario local de DF, con la conquista de los Campeonatos Metropolitanos de Baloncesto, pero solamente en 2003, a partir de la inversión de un patrocinador de peso como el Banco BRB, el equipo apareció por primera vez en el escenario nacional. En aquella temporada, el entonces Universo/BRB/Brasilia conquistó la Supercopa Brasil de Baloncesto, contando con un plantel de atletas expertos y con pasaje por la selección brasileña, como Ratto, Alexey Carvalho y Sandro Varejão .
A partir de la entrada de un capital mayor, el retorno vino naturalmente. Con el título de la Supercopa de 2003, el equipo conquistó una plaza en el Campeonato Brasileño de Baloncesto de 2004. Mantenido el elenco del año anterior, el equipo conquistó el bicampeonato de la Supercopa en 2004, garantizando presencia por el segundo año consecutivo en la principal competición nacional.
Con la continuidad del trabajo, el equipo, comandado en la época por José Roberto Lux, alcanzó la cuarta posición en el Campeonato Brasileño de Baloncesto de 2005. El año siguiente, el equipo fue montado para conquistar finalmente el título nacional, pero el desfecho de aquella temporada hasta hoy genera polémica. Oficialmente, el Campeonato Brasileño de 2006 siquiera tuvo final, pues el equipo de Brasilia entró con liminar en la Justicia alegando que el armador Arnaldinho, del Telemar/Río de Janeiro, tendría jugando irregularmente en el hexagonal que definió los finalistas.

### 2007-12: Hegemonía nacional
El año 2007 marcó el inicio de la llamada Era de Oro del equipo brasiliense, que llegaría a seis finales nacionales consecutivas para conquistar cuatro títulos brasileños, además de los trofeos de la Liga Sudamericana de Clubes y de la Liga de las Américas. El despegue del equipo fue posible gracias a la llegada de un grupo de exjugadores del COC/Ribeirão Preto, como Nezinho, Alex Garcia, Arthur, Márcio Cipriano y Alírio.
Ya en 2007, después de una serie invicta de 20 partidos, Brasilia obtuvo el récord de público del baloncesto brasileño en una partida contra el Flamengo, con 24. 286 personas en el Ginásio Nilson Nelson. Y en la final del Campeonato Brasileño de aquel mismo año, la consagración para los comandados de José Carlos Vidal: el título nacional encima del tradicional equipo de Franca. Después del título, Alex partió para una nueva aventura internacional, esta vez para jugar en Israel. Nezinho también dejó el equipo, yendo a defender el equipo de Limeira. Y el equipo sintió la salida de los dos. 
En la temporada 2008, para reponer la salida de Nezinho y Alex, fueron contratados Valtinho y el norteamericano Maurice Spillers. El equipo volvió a ser comandado por Lula Ferreira y fue vicecampeón en el Campeonato Brasileño, perdiendo la final ante el Flamengo por 3 a 0.
Alex Garcia volvió para Brasilia en 2009, pero el equipo nuevamente fue vicecampeón brasileño, de esa vez en la primera edición del Novo Basquete Brasil (NBB), perdiendo la final una vez más para el Flamengo, por el resultado de 3 a 2. Aun así, subió un escalón y conquistó el primer título internacional del grupo, siendo campeón de la Liga de las Américas, venciendo el Cuadrangular Final jugado en Xalapa, en México, contra el equipo de la casa, Halcones Xalapa.
Decidido a recuperar la posición más alta del baloncesto brasileño, el Universo recontrató Nezinho y repatrió Guilherme Giovannoni en 2010. El equipo entonces se vengó del Flamengo, y volvió a ser Campeón Nacional, venciendo el club carioca por 3 a 2 en la final del NBB2.
A partir de la temporada siguiente, el equipo pasó a ser patrocinada por el Centro Universitario de Brasilia (UniCEUB). Desacuerdos políticos llevaron el Universo a cambiar Brasilia por Uberlândia. Con el cambio, salieron Valtinho y Estevam, que fueron defender los colores del equipo minero, mientras el técnico Lula Ferreira fue sustituido por José Carlos Vidal.
El grupo que quedó, cambiando los colores azul y blanco del Universo por el rojo y blanco del UniCEUB, ganó el NBB, nuevamente contra Franca en la final, y la Liga Sudamericana, sobre el Flamengo en pleno Río de Janeiro. En 2012 el equipo aún alcanzaría su cuarto título nacional en aquella generación al ser tricampeón en el NBB4, en final en juego único contra lo São José.

### 2013-presente: Fin de ciclo y renovación
Después de seis temporadas de éxitos encadenados, la temporada 2012-13 fue la primera sin títulos para el equipo brasiliense. El equipo acabó eliminado en los cuartos-de-final del NBB5 por São José, perdiendo la serie por 3 a 2 con una dolorosa derrota en el quinto juego en pleno Nilson Nelson. Vidal dejó de ser el técnico y el proyecto buscó renovarse con la contratación del argentino Sérgio Hernández, tricampeón argentino de las temporadas 2009-10, 2010-11 y 2011-12 con el Peñarol de Mar del Plata, para ser el nuevo entrenador. 
Con Hernández al mando, el equipo fue campeón de su segunda Liga Sudamericana, pero no fue más allá de los cuartos-de-final en el NBB6, cayendo nuevamente delante de São José, por 3 a 0. Al fin de la temporada, Alex y Nezinho dejaron el equipo, concluyendo sus trayectorias victoriosas en la capital brasileña. Para reponer la plaza del armador, el Uniceub/BRB/Brasilia anunció la contratación del experto Fúlvio para la temporada 2014-15. Nuevamente, bajo las instrucciones de Carlos Vidal, el equipo volvió a ser eliminado en los cuartos-de-final del NBB, de esa vez perdiendo para Limeira.
Para la temporada 2015-16, el UniCEUB mantuvo la base del año anterior e invirtió en la contratación de jóvenes prometedores del baloncesto brasileño, como Deryk Ramos y Jefferson Campos. Con un elenco más equilibrado que permitía una mayor rotación durante los partidos, el equipo ganó su tercera Liga Sudamericana, convirtiéndose en el mayor ganador de la competición, junto a Atenas de Córdoba (ARG). En el NBB, el equipo volvió a quedar afuera de la decisión, siendo eliminado por Bauru en las semis.
Continuando con la renovación de la escuadra, el Uniceub contrató a dos jóvenes y prometedores pivotes para la temporada 2016-17: Lucas Mariano, con períodos en Selección de Brasil, y Fab Melo, con experiencia en la NBA.

## Récords de Público
Brasilia es detentor del mayor público registrado en un partido de baloncesto realizado en Brasil, con 24 286 hinchas en la histórica victoria de 101 a 76 contra el Flamengo, en partida realizada el día 1 de mayo de 2007 en el Ginásio Nilson Nelson. El récord del Novo Basquete Brasil también es de Brasilia. En el partido en que venció Franca por 77 a 68 y se coronó campeón del NBB 2010-11, el equipo de DF colocó 18 mil personas en el Nilson Nelson, superando el aforo máximo de la Arena después de las reformas para recibir el Campeonato Mundial de Futsal de la FIFA en 2008, siendo que las entradas se agotaron en menos de 24 horas.

## Rivalidades

### Brasilia x Flamengo
Considerado el mayor clásico del baloncesto brasileño en la última década y conocido como Clásico de los Campeones, la rivalidad entre los dos equipos se traduce también en la disputa por la hegemonía reciente del deporte en el País. El equilibrio histórico entre los dos equipos puede ser percibido por el retrospectivo de 25 victorias cariocas contra 22 brasilienses en 47 partidos oficiales disputadas, excluidos los amistosos. Considerándose sólo los 28 partidos por el NBB, el enfrentamiento tiene 14 victorias para el Flamengo y 14 para Brasilia.

### Brasilia x Franca
Mayor campeón brasileño del siglo XX con 11 títulos, Franca pasó a tener el apellido de Capital del Baloncesto amenazado por el ascenso del UniCEUB/BRB/Brasilia, que conquistó 4 campeonatos nacionales el siglo XXI. Además de la rivalidad por el reconocimiento como capital nacional del deporte, los equipos disputaron las finales del CBB 2007 y del NBB 2010-11, ambas vencidas por el club brasiliense. En la historia de enfrentamientos entre los dos equipos, Brasilia registra 24 victorias, contra 16 del rival. Considerándose sólo los 27 partidos por el NBB, Brasilia también lleva ventaja, siendo 16 victorias contra 11 del equipo paulista .

## Mascota
La mascota de Brasilia es el Lobo Guará, o Aguará Guazú. La elección fue hecha por medio de votación popular en el Distrito Federal realizada en abril de 2009. Con 1003 votos, el animal fue elegido el representante oficial del club, derrotando otras especies típicas del cerrado brasileño, como Calango y la Siriema. Luego enseguida, el día 1 de mayo, la mascota fue lanzado en una partida válida por la 12.ª ronda de la segunda edición del NBB. Desde la temporada 2010-11, el Lobo Guará está presente en el escudo oficial del equipo, además de ser el símbolo de la Hinchada Organizada UNÍ.
Con el fin de crear simpatía con el público y atraer niños a los juegos, la mascota siempre es ilustrada como uno personaje infantil. Se evita hacer referencia a personajes fuertes y/o musculosos, que denotan mayor grado de agresividad e incitan peleas entre hinchadas. En los intervalos de las partidas en Brasilia, el Lobo Guará participa de juegos con los espectadores y distribuye regalos del equipo y sus patrocinadores.

## Títulos

### Continentales
★ Liga de las Américas: 2008-09
★★★ Liga Sudamericana de Clubes: 2010, 2013 y 2015
- Subcampeón: 2012

### Nacionales
★★★★ Campeonato Brasileño: 2007, 2009-10, 2010-11 y 2011-12 
- Subcampeón: 2008 y 2008-09

### Regionales/Provinciales
★★ Supercopa Brasil de Baloncesto: 2003 y 2004
★11 Metropolitano/Braba: 2002 a 2010; 2015 y 2016